# Draken Harald Hårfagre
Draken Harald Hårfagre er en stor klinkbygget råsejlbåd, der blev bygget i Haugesund i Norge i 2012. Draken Harald Hårfagre blev bygget for at kombinere ledingskibets sødygtighed på åbent hav med brugen af årer.

## Fremstilling
Skibet blev påbegyndt i marts 2010 og finansieret af Sigurd Aase, en "norsk olie- og gasmagnat".
Langskibet er en '25-sesse' (25 par årer), der er udstyret med 50 årer. Til hver åre hører der to roere, og en fuld besætning er 100 mand. Når skibet sejler for sejl er der dog kun brug for en besætning på 30. Skibet er 35 m langt og er på det bredeste sted omkring 8 m. Det er bygget i egetræ, har et sejl på 260 m2 og vejer omkring 95 ton. 
Der kunne til den norske ledingsflåde være over 100  skibe. Dette skib avviger fra skiberne i ledingsflåden, det er større, bredere og med høje sidebord og dyb køl, og er ikke laget som en rekonstruktion av kende skibe, men som en videreudvikling af moderne norske bådebyggertraditioner. 

### Norske bådebyggertraditioner
Normalt bliver rekonstruktioner fremstillet på baggrund af arkæologisk materiale, men Draken Harald Hårfagre er bygget på baggrund af norske bådebyggertraditioner. Disse traditionerne kan naturligtvis spores tilbage til vikingetiden Flere fremtrædende norske bådebyggere deltog i projektet, men de har udviklet sig i sin egen retning. Dette gælder i høj grad for dette skib, som er en videreudvikling af denne moderne tradition. Norske bådbyggeres viden om traditionel bådebygning har været vigtig for konstruktionen af Draken Harald Hårfagre.

## Draken Harald Hårfagre som "vikingeskib"
Skibet bliver fremstillet ofte som et vikingeskib, dvs. et skib fra vikingetiden (ca. 750-1050). Men skib fra denne perioden stak ikke dybt i vandet, havde lave skibsider og var langt kortere end Draken. Det blev også bygget længere skibe, men disse var ikke brede og stak dybt som Draken og kunde ikke sejle til Amerika. Bådbyggerne har forstørret ældre, mindre skibe, og resultatet er noget, der ikke eksisterede i vikingetiden.

## Søsætning og jomfrurejse
Skibet blev søsat i sommeren 2012. I sommeren 2014 sejlede den svenske kaptajn Björn Ahlander skibet på den første ekspedition, der var en tre ugers sejlads fra Norge til Merseyside i Vestengland, hvor det blev modtaget af Liverpool Victoria Rowing Club. Undervejs lagde skibet til på bl.a. Isle of Man, Western Isles, Orkney og Shetland.

## Ekspedition til Nordamerika i 2016
Skibet sejlede fra Haugesund i Norge den 26. april 2016 mod Newfoundland  for at undersøge sejlads over åbent hav på Atlanterhavet og Nordboernes kolonisering af Nordamerika. Ruten gik forbi Shetland og Færøerne samt Island og Grønland, inden man gik i land i Newfoundland i juni måned.
Den planlagte rute var:
- 24. april – Haugesund, Norge
- 3. maj – Reykjavik, Island
- 16. maj – Quqortoq, Grønland
- 1. juni – St Antony, Newfoundland og Labrador, Canada
- 15. juni – Quebec City, Québec, Canada
- 1-3 jul – Toronto, Ontario, Canada
- 8. jul – Fairport Harbor, Ohio, USA
- 14. jul – Bay City, Michigan, USA
- 22 jul - Beaver Island, Michigan, USA
- 27. jul – Chicago, Illinois, USA
- 5. aug – Green Bay, Wisconsin, USA
- 18. aug – Duluth, Minnesota, USA
- sep – Oswego, NY Canals, New York, USA
- 1. sep - Ilion NY, New York (delstat)
- 3. sep - Little Falls NY, New York (delstat)
- 15. sep Sept. 15 – New York City, New York, USA
- Oct (TBD). – Mystic Seaport, Connecticut, USA

Midt i juni 2016 var der tvivl om skibet kunne besøge de Store Søer i USA. U.S. Coast Guard mente at kommercielle fartøjer krævede en bestemt certificeret kaptajn ifølge lov fra 1960, og det ville koste omkring $400.000. Sons of Norway indsamlede over $60.000 for at hjælpe. Den 4. august 2016 sendte Viking Kings en pressemeddelelse ud om, at Green Bay ville blive det sidste stop i de Store Søer, og at næste stop ville blive New York i September.